# カツアール
カツアールは日本の競走馬である。1970年代から1980年代にかけて南関東公営競馬と中央競馬で活躍した。

## 概要
馬齢は旧表記を用いる。
3歳となった1978年に大井競馬場でデビュー。同年は3戦2勝。4歳時は黒潮盃を優勝し南関東三冠競走の羽田盃と東京ダービーでは1番人気に推されたがそれぞれ4着、3着に終わった。ともにイーグルシャトーの半兄ソウルシヤトーが優勝している。8月には戸塚記念で重賞2勝目を挙げたが、東京王冠賞7着、東京大賞典6着に敗れた。同年は12戦3勝。
古馬となった1980年の5歳時は充実し、ダイオライト記念、帝王賞、大井記念、中央競馬招待競走、特別戦と5連勝を記録したが、年末の東京大賞典は4着に敗れている。同年は9戦5勝。
1981年は中央競馬に移籍し、3戦目の天皇賞（春）ではカツラノハイセイコの2着となると、次走の宝塚記念ではカツラノハイセイコを逆転し優勝した。地方競馬出身による宝塚記念優勝はヒカルタカイ、ハイセイコーに続く3頭目であった。しかしその後は振るわず、同年は2戦して未勝利、1982年は9戦未勝利、1983年は6戦未勝利で引退した。地方競馬24戦10勝、中央競馬21戦1勝。
引退後は登別・ユートピア牧場で種牡馬となり、のちに新冠牧場に移ったが目立った産駒を残せず1991年に引退している。

## 血統表
| カツアールの血統                          | カツアールの血統                                        | カツアールの血統                                        | （血統表の出典）                                        | （血統表の出典） |
| 父系                                      | ボールドルーラー系                                      | ボールドルーラー系                                      | ボールドルーラー系                                      | [ § 2 ]          |
| 父 *ステューペンダス Stupendous 1963 青毛 | 父の父Bold Ruler 1954 鹿毛                              | Nasrullah                                               | Nearco                                                  | Nearco           |
| 父 *ステューペンダス Stupendous 1963 青毛 | 父の父Bold Ruler 1954 鹿毛                              | Nasrullah                                               | Mumtaz Begum                                            |                  |
| 父 *ステューペンダス Stupendous 1963 青毛 | 父の父Bold Ruler 1954 鹿毛                              | Miss Disco                                              | Discovery                                               | Discovery        |
| 父 *ステューペンダス Stupendous 1963 青毛 | 父の父Bold Ruler 1954 鹿毛                              | Miss Disco                                              | Outdone                                                 |                  |
| 父 *ステューペンダス Stupendous 1963 青毛 | 父の母Magneto 1953 黒鹿毛                               | Ambiorix                                                | Tourbillon                                              | Tourbillon       |
| 父 *ステューペンダス Stupendous 1963 青毛 | 父の母Magneto 1953 黒鹿毛                               | Ambiorix                                                | Lavendula                                               |                  |
| 父 *ステューペンダス Stupendous 1963 青毛 | 父の母Magneto 1953 黒鹿毛                               | Dynamo                                                  | Menow                                                   | Menow            |
| 父 *ステューペンダス Stupendous 1963 青毛 | 父の母Magneto 1953 黒鹿毛                               | Dynamo                                                  | Bransome                                                |                  |
| 母 カチナロン 1965 黒鹿毛                 | 母の父*ワラビー Wallaby 1955 黒鹿毛                     | Fast Fox                                                | Fastnet                                                 | Fastnet          |
| 母 カチナロン 1965 黒鹿毛                 | 母の父*ワラビー Wallaby 1955 黒鹿毛                     | Fast Fox                                                | Foxcraft                                                |                  |
| 母 カチナロン 1965 黒鹿毛                 | 母の父*ワラビー Wallaby 1955 黒鹿毛                     | Wagging Tail                                            | Tourbillon                                              | Tourbillon       |
| 母 カチナロン 1965 黒鹿毛                 | 母の父*ワラビー Wallaby 1955 黒鹿毛                     | Wagging Tail                                            | Foxtail                                                 |                  |
| 母 カチナロン 1965 黒鹿毛                 | 母の母ケンタツキーの七 1959 黒鹿毛                      | クリノハナ                                              | *プリメロ                                               | *プリメロ        |
| 母 カチナロン 1965 黒鹿毛                 | 母の母ケンタツキーの七 1959 黒鹿毛                      | クリノハナ                                              | オホヒカリ                                              |                  |
| 母 カチナロン 1965 黒鹿毛                 | 母の母ケンタツキーの七 1959 黒鹿毛                      | ケンタツキー                                            | *ダイオライト                                           | *ダイオライト    |
| 母 カチナロン 1965 黒鹿毛                 | 母の母ケンタツキーの七 1959 黒鹿毛                      | ケンタツキー                                            | 英月                                                    |                  |
| 母系(F-No.)                               | セレタ系(FN:1-b)                                        | セレタ系(FN:1-b)                                        | セレタ系(FN:1-b)                                        | [ § 3 ]          |
| 5代内の近親交配                           | Tourbillon 4×4、Pharos 5・5×5、Foxhunter 5・5（母系内） | Tourbillon 4×4、Pharos 5・5×5、Foxhunter 5・5（母系内） | Tourbillon 4×4、Pharos 5・5×5、Foxhunter 5・5（母系内） | [ § 4 ]          |
| 出典                                      | 1. 2. 3. 4.                                             | 1. 2. 3. 4.                                             | 1. 2. 3. 4.                                             | 1. 2. 3. 4.      |

兄弟
半兄カツボーイ（父ダッパー）は、朱鷺大賞典、三条記念、新潟グランプリの勝ち馬で種牡馬となった。
近親
祖母ケンタツキーの七の全兄にクリペロ（天皇賞（春）ほか）、全姉にクリヒデ（天皇賞（秋）ほか）、全弟にクリベイ（クモハタ記念、函館記念）がいる。